# توم القط
توم أو توماس (بالإنجليزية: Tom أو Thomas)‏ هو شخصية خيالية تتمثل في قط ذكر لونه رمادي يميل إلى الزرقة، ومن مواصفاته أنه يحب الأكل والنوم ومطاردة الفأر جيري، ويظهر توم الحقيقي في حلقات توم وجيري من المسلسل الشهير توم وجيري، وقد اخترع هذه الشخصية ويليام هانا وجوزيف باربيرا.

## توم الحقيقي وتوم المزيف
يظهر وفي العديد من الأحيان تقليد لشخصية توم في عدة مسلسلات سواء أمريكية أو غيرها، وفي سلسلة أبناء توم وجيري يظهر قط آخر اسمه توم ولكنه يفترض أن يكون ابن توم الأكبر، ولكنهم يعيشون دائما نفس المقالب.[بحاجة لمصدر]

## أول ظهور لتوم
ظهر توم أول مرة في حلقة القط يتلقى ركلة (Puss Gets the Boot)، وصدرت سنة 1940 من هوليوود، ولكن في الحلقة الأولى يظهر توم شاحب اللون وذو شعر غير مرتب، كما يظهر كبير السن مقارنة مع الحلقات الأخرى بعدما تم التعديل على قالب توم المرسوم في استوديوهات MGM.